# Autodrome de Terramar
 (mai 2018).
Si vous disposez d'ouvrages ou d'articles de référence ou si vous connaissez des sites web de qualité traitant du thème abordé ici, merci de compléter l'article en donnant les références utiles à sa vérifiabilité et en les liant à la section « Notes et références ».
L’autodrome de Terramar est un ancien circuit de vitesse situé à Sant Pere de Ribes près de Barcelone. Bien que des courses mineures se soient tenues sur le circuit pendant les années 1950, le circuit a été abandonné en grande partie après son inauguration en 1923.

## Histoire

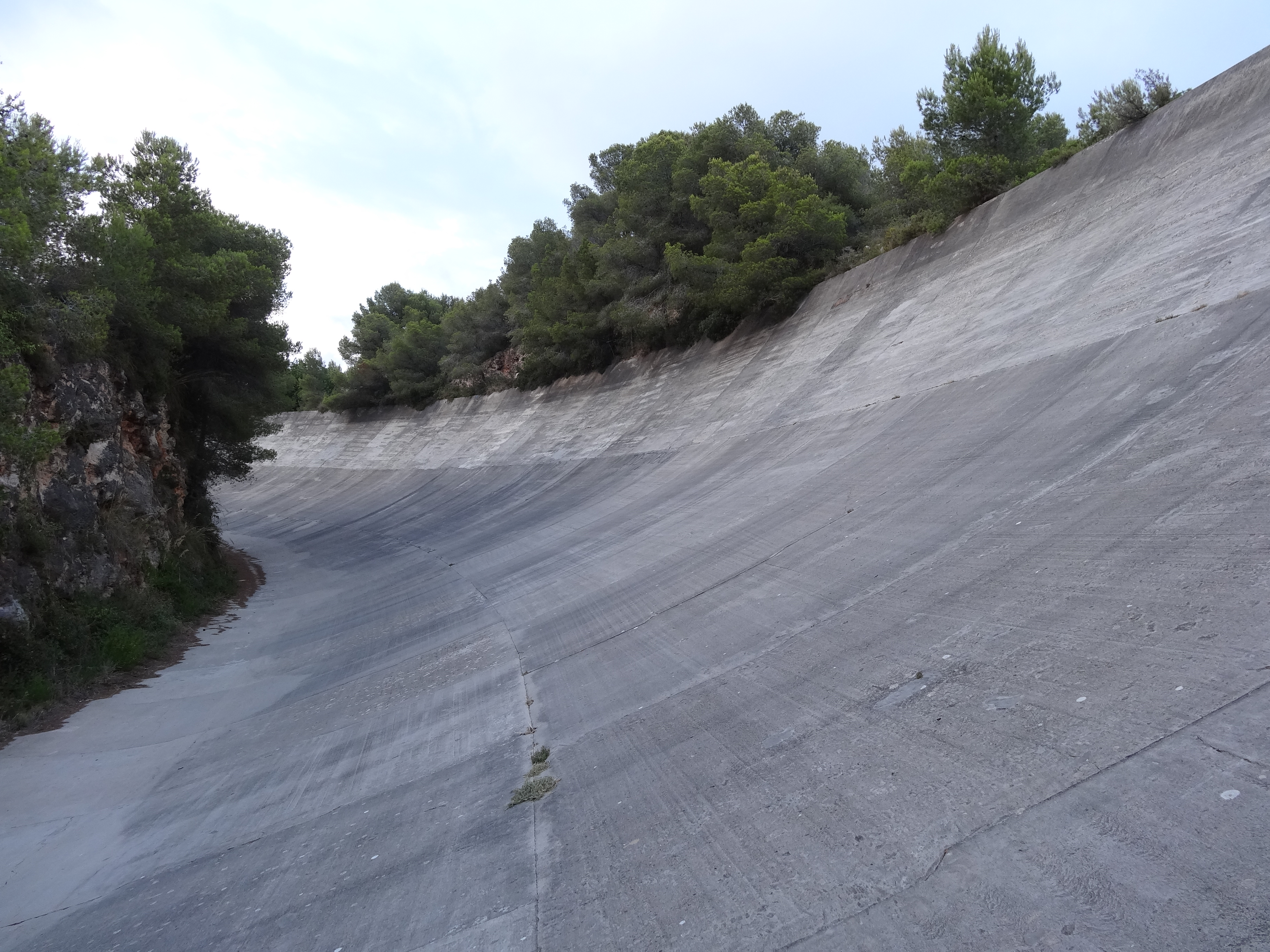
La piste en 2012.

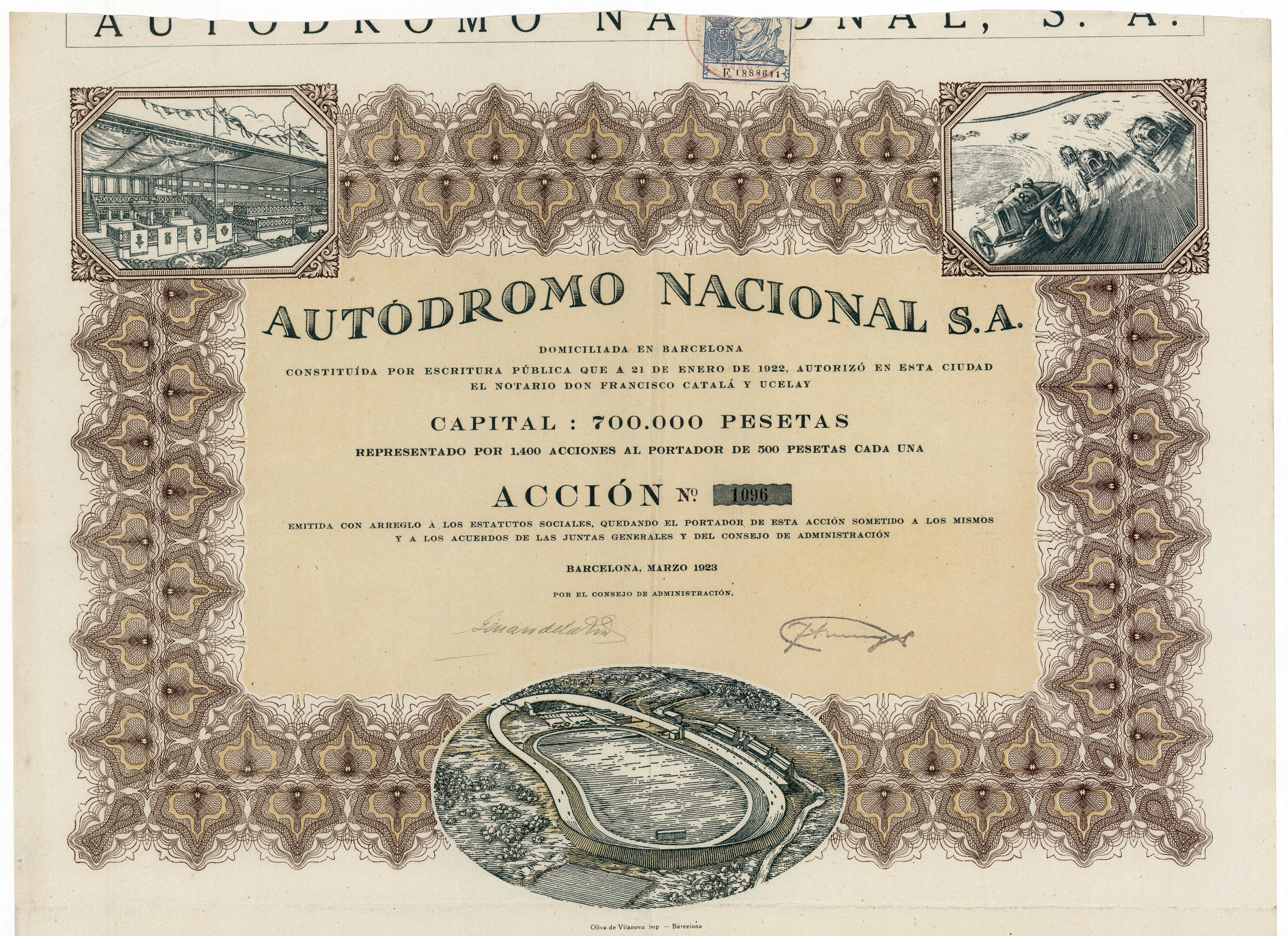
Action de l'Autodromo Nacional S.A. en date du mars 1923

En 1922, Frick Armangue fonda Autodromo Nacional, S.A pour financer la construction d'un ovale pour les courses automobiles et les courses de motos. Les architectes étaient Jaume Mestres (piste) et Josep Maria Martino (installations). Le circuit a été achevé en 300 jours pour un coût de 4 millions de pesetas. La piste avait une longueur de 2 km et des virages relevés de 60 degrés. L'inauguration a eu lieu le 28 octobre 1923.
La course fut remportée par Albert Divo dans une Sunbeam avec une vitesse moyenne de 156 km/h. Aucun prix n'a été décerné en raison des dépassements de coûts de construction impayés, qui ont amené les constructeurs à saisir les recettes d'entrée, laissant les organisateurs sans argent pour payer les pilotes. En conséquence, la piste a été interdite pour accueillir à nouveau des courses internationales. Les pilotes se sont également plaints de l'entrée et de la sortie des banques, affirmant que la transition d'un virage à l'autre était de mauvaise conception.
Le circuit a été vendu à Edgard de Morawitz dans les années 1930.
La dernière course connue sur l'ovale date des années 1950. La piste et les terres avoisinantes sont actuellement exploitées par un élevage de poulets.
En 2017, l'ancien circuit a servi de piste pour le tournage de l'épisode 8 Coup de Vieux de la saison 2 de l'émission The Grand Tour diffusée sur Prime Vidéo.

## Palmarès du Grand Prix d'Espagne
| Année | Vainqueur   | Écurie  | Résultats |
| ----- | ----------- | ------- | --------- |
| 1923  | Albert Divo | Sunbeam | Résultats |

## Galerie

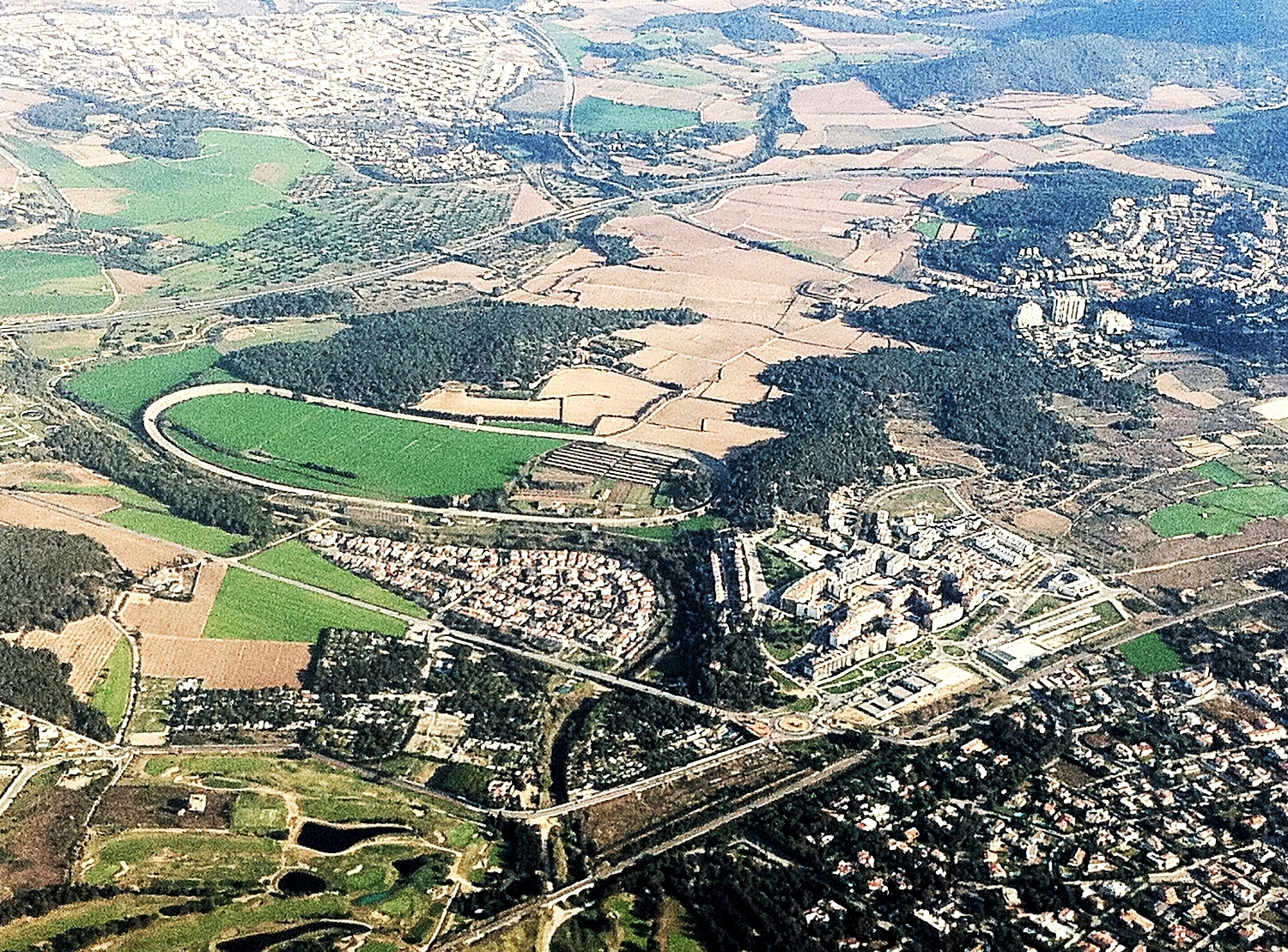
Vue aérienne de l'autodrome en 2011.
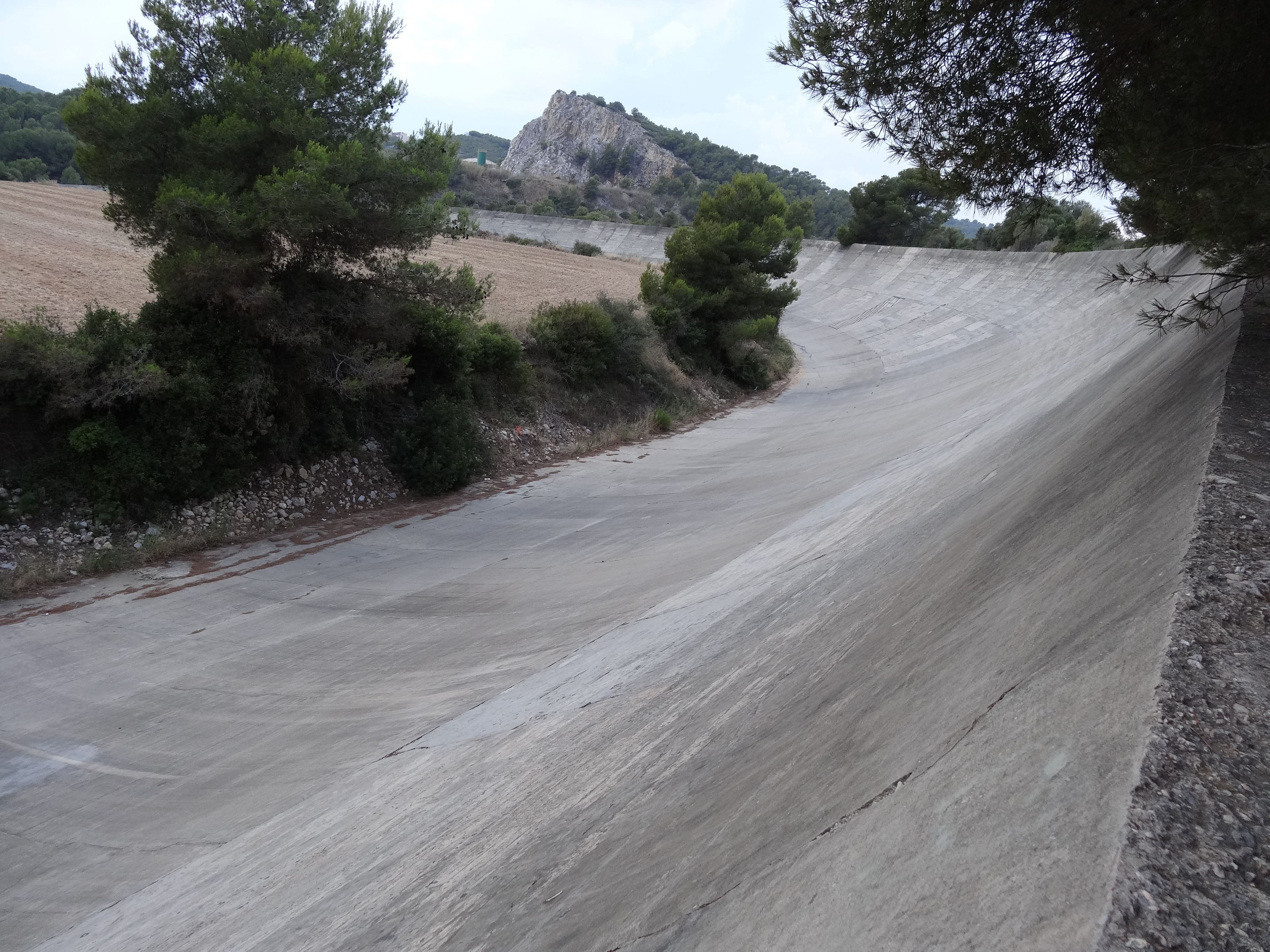
Autre vue du banking.
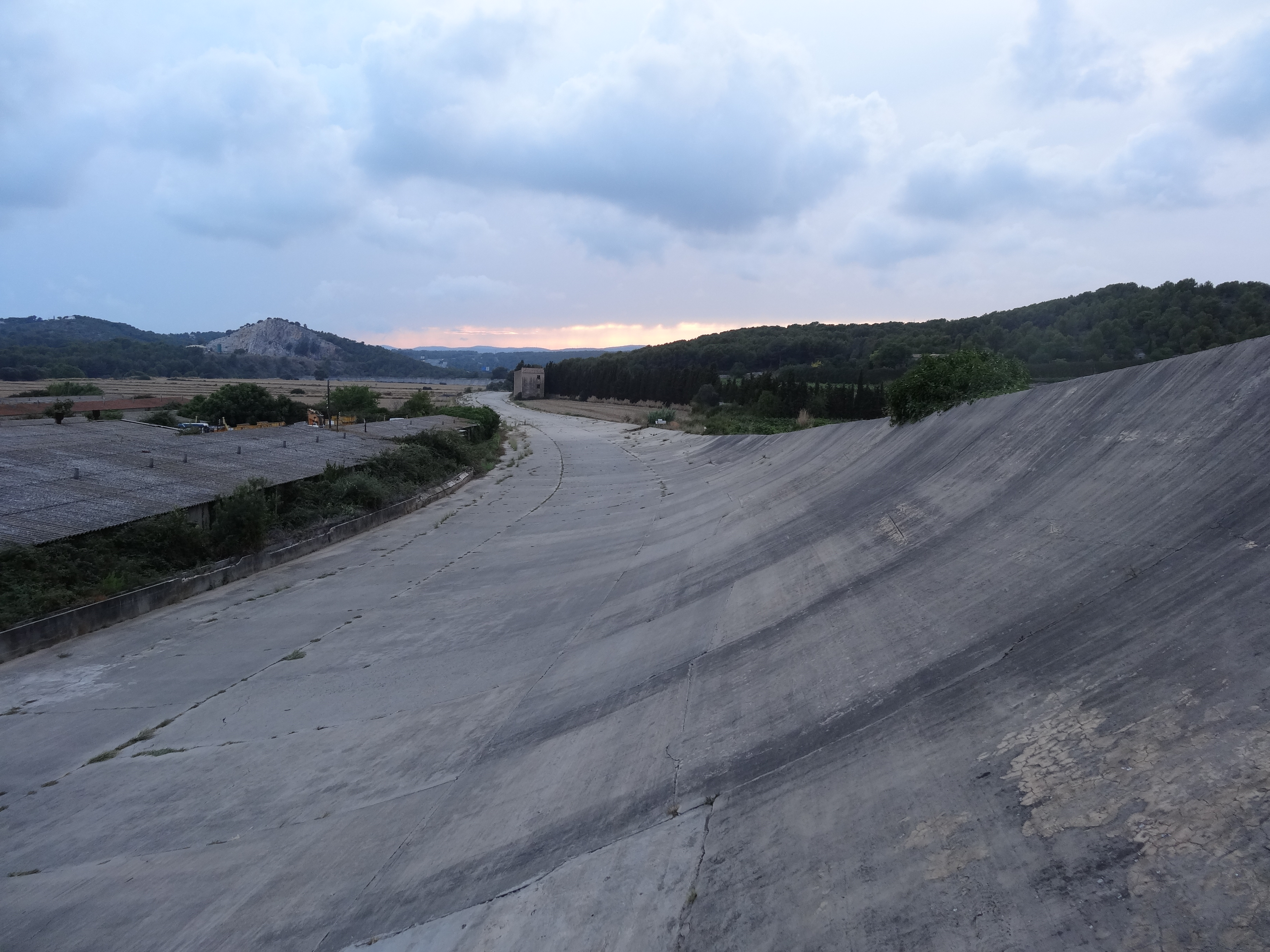
Autre vue.
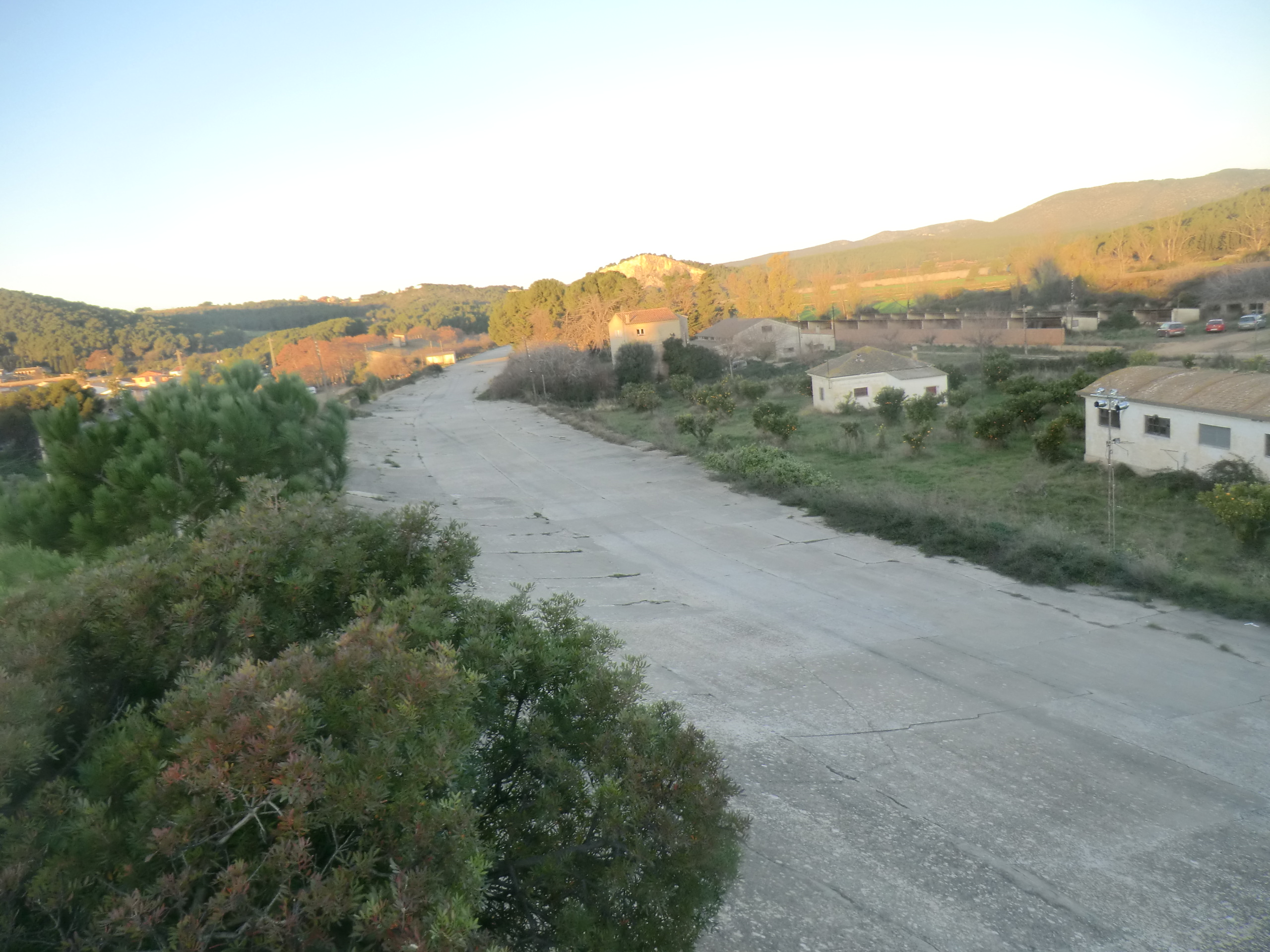
Autre vue de la piste.
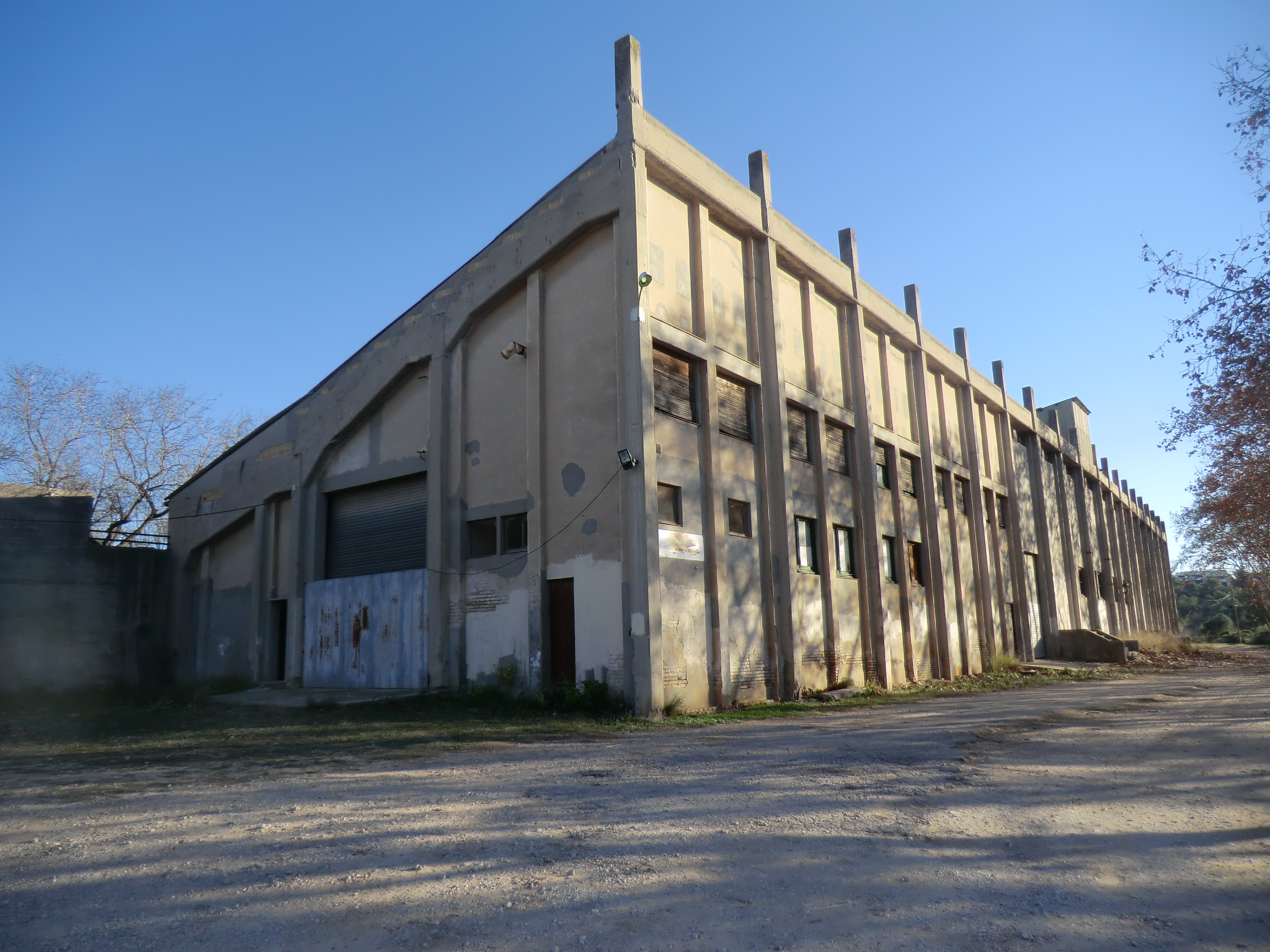
Les tribunes en 2014.